# Katie Hill (baloncestista)
Katie Hill (Kogarah, Nueva Gales del Sur; 17 de febrero de 1984) es una jugadora australiana de baloncesto en silla de ruedas de 3 puntos. Participó en los Juegos Paralímpicos de Pekín 2008, donde ganó una medalla de bronce, y en los Juegos Paralímpicos de Londres 2012, donde ganó una medalla de plata. Tiene más de 100 partidos internacionales con Australia.
Hill juega para la Sydney University Flames en la Liga Nacional de Baloncesto en Silla de Ruedas Femenina de Australia (WNWBL). Como los Hills Hornets, su equipo ganó el campeonato de liga en 2007, 2008 y 2009. Después de cambiar su nombre por el de Sydney University Flames, volvieron a ganar el campeonato de la WNWBL en 2010. Fue nombrada Jugadora Más Valiosa (MVP) de 4 puntos y miembro del All Star Five en 2007. En 2009, anotó 21 puntos en la victoria final de los Hornets por 66-49 contra los Perth Western Stars, y fue nombrada MVP de las series finales.
Hill debutó con el equipo nacional en 2005 en Malasia en el Campeonato Mundial Junior de Baloncesto en Silla de Ruedas, y ha jugado con el equipo nacional femenino de baloncesto en silla de ruedas de Australia, conocido universalmente como los Gliders, en los Campeonatos Mundiales de Baloncesto en Silla de Ruedas de la IWBF en Ámsterdam en 2006 y Birmingham en 2010, y en las Copas de Osaka de 2007, 2009 y 2010 en Japón.

## Vida personal
Katie Hill nació en Kogarah, Nueva Gales del Sur, el 17 de febrero de 1984, la menor de tres hermanos. Tiene espina bífida, una condición que ha tenido desde su nacimiento. A partir de 2013, vive en Panania, Nueva Gales del Sur, y trabaja como recepcionista en Salesforce.com.

## Baloncesto en silla de ruedas

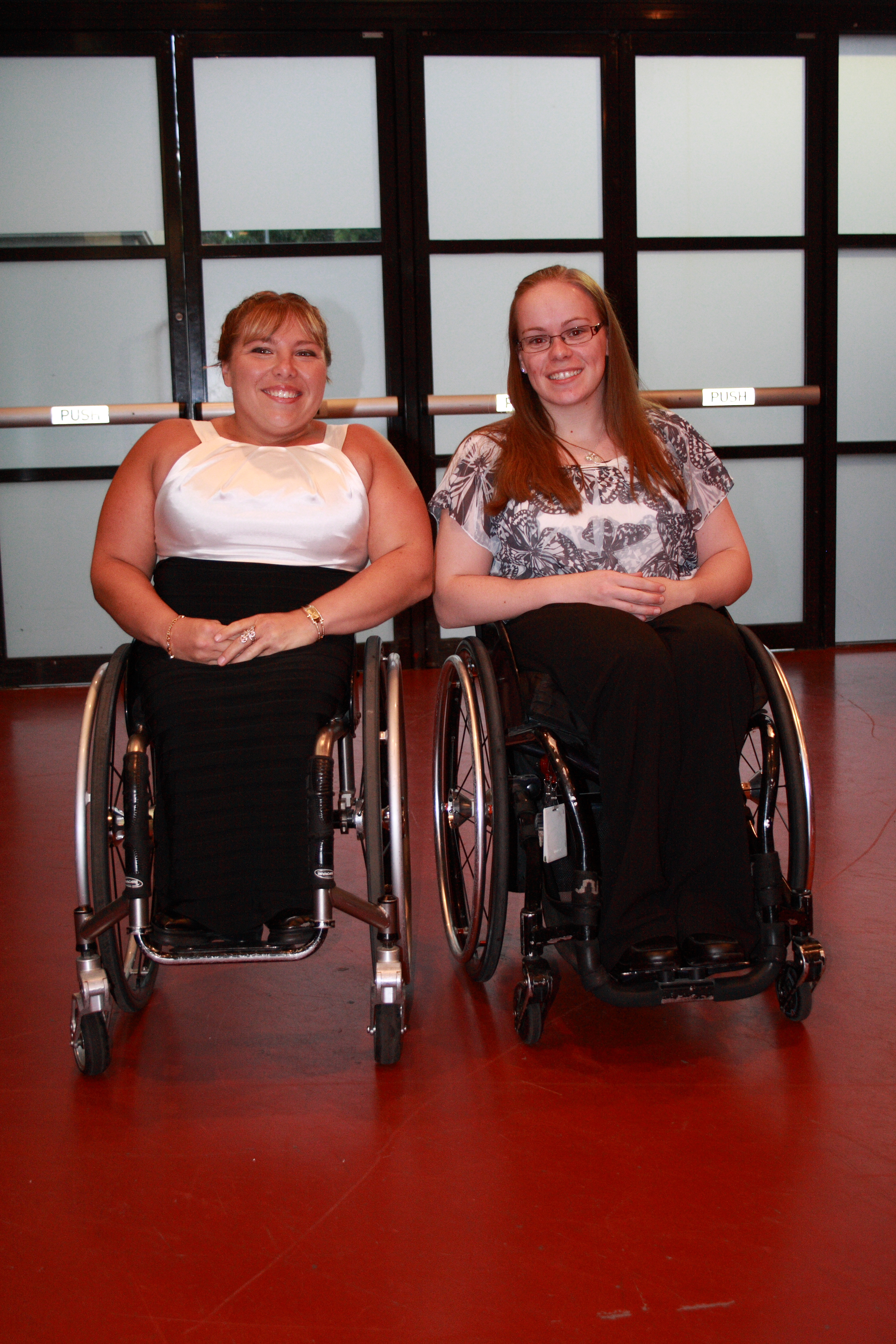
Katie Hill (derecha) con su compañera Kylie Gauci en la ceremonia
Paralímpica Australiana de los Juegos de 2012 en el Hordern Pavilion, Sídney, Australia.

Hill es una jugadora de 3.0 puntos,  que empezó a jugar al baloncesto en silla de ruedas en 1996. En el año fiscal 2012/13, la Comisión Australiana de Deportes le dio una subvención de 20.000 dólares australianos como parte de su programa de Apoyo Directo al Atleta (DAS). Recibió 11.000 dólares en 2011/12, 17.000 dólares en 2010/11, 5.571,42 dólares en 2009/10 y 5.200 dólares en 2008/09. En 2012 y 2013, recibió una beca del Instituto de Deportes de Nueva Gales del Sur.

## Club
Hill juega actualmente en el club de baloncesto en silla de ruedas de la Sydney University Flames en la Liga Nacional de Baloncesto en Silla de Ruedas de las Mujeres Australianas (WNWBL), y en la Sydney University Wheelkings en la Liga Nacional de Baloncesto en Silla de Ruedas mixta. Jugando con los Hills Hornets, que ganaron el campeonato de liga, fue nombrada Jugadora Más Valiosa (MVP) de 4 puntos y parte del All Star Five en 2007. En la serie de finales de 2009, anotó 20 puntos en la semifinal para llevar a los Hills Hornets a la final, y luego 21 puntos y 7 asistencias en la victoria final de los Hornets contra los Perth Western Stars por 66-49. Fue nombrada MVP de la serie de finales. En total, los Hornets ganaron ocho campeonatos consecutivos de 2002 a 2009, antes de cambiar su nombre por el de Sydney University Flames en 2010, y reclamar un noveno título ese año.

## Equipo nacional

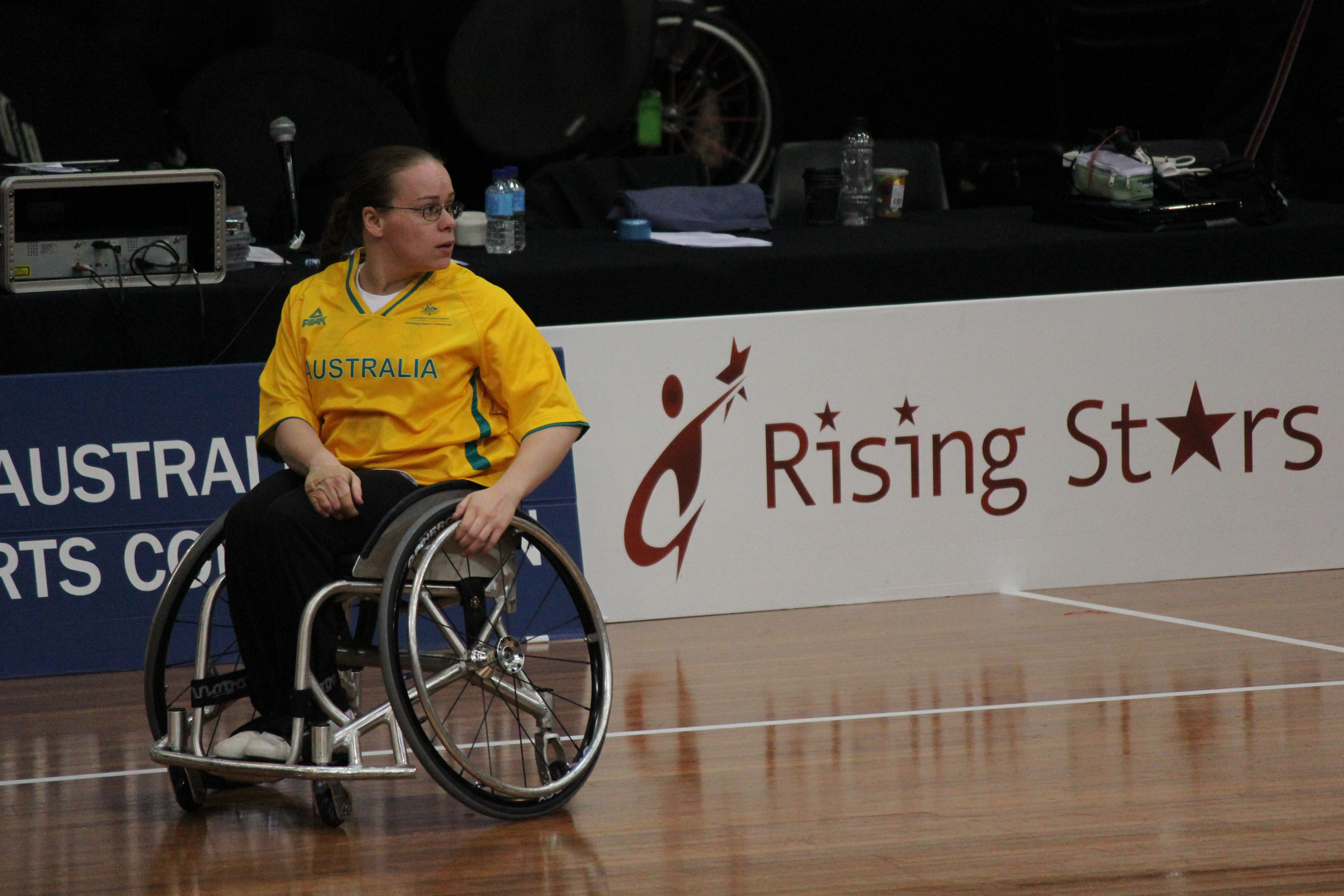
Hill en lun juego en 2012 en Sídney.

Hill debutó con la selección nacional en 2005 en Malasia en el Campeonato Mundial Junior de Baloncesto en Silla de Ruedas, jugó en el equipo nacional femenino de baloncesto en silla de ruedas de Australia, conocido universalmente como los Gliders, en el Campeonato Mundial de Baloncesto en Silla de Ruedas de la IWBF en Ámsterdam (Países Bajos) en 2006, donde los Gliders quedaron en cuarto lugar,  en el Torneo de Clasificación de Asia y Oceanía de 2007 y en la Copa de Osaka de 2007 y 2009 en Japón. Posteriormente representó a Australia en el Campeonato Mundial de 2010 en Birmingham, donde los Gliders volvieron a quedar cuartos, y fue miembro del equipo de 2010 que jugó en la Copa de Osaka. En agosto de 2012, había jugado 110 partidos internacionales.

## Paralímpicos

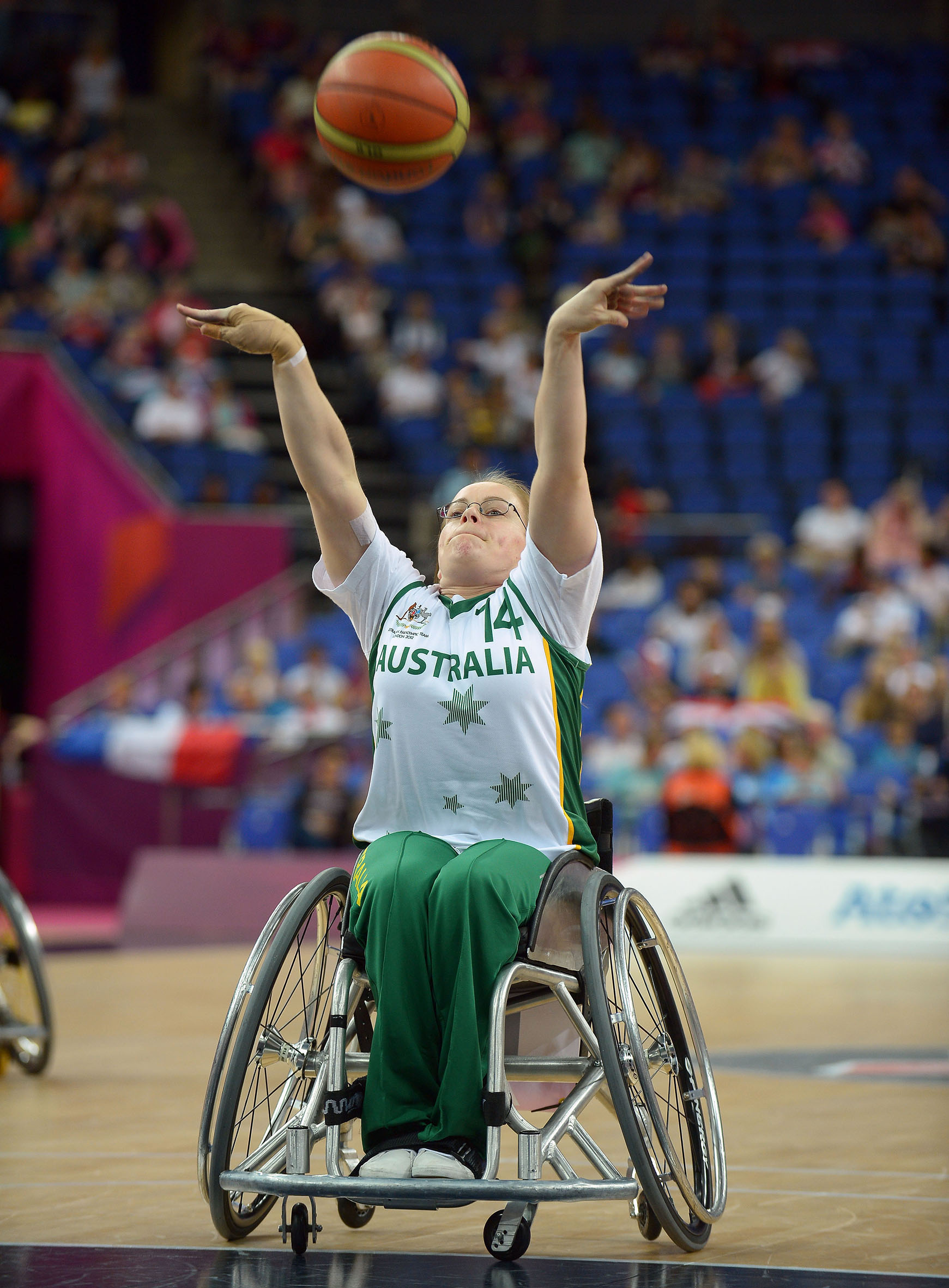
Hill en los Juegos Paralímpicos de Londres 2012.

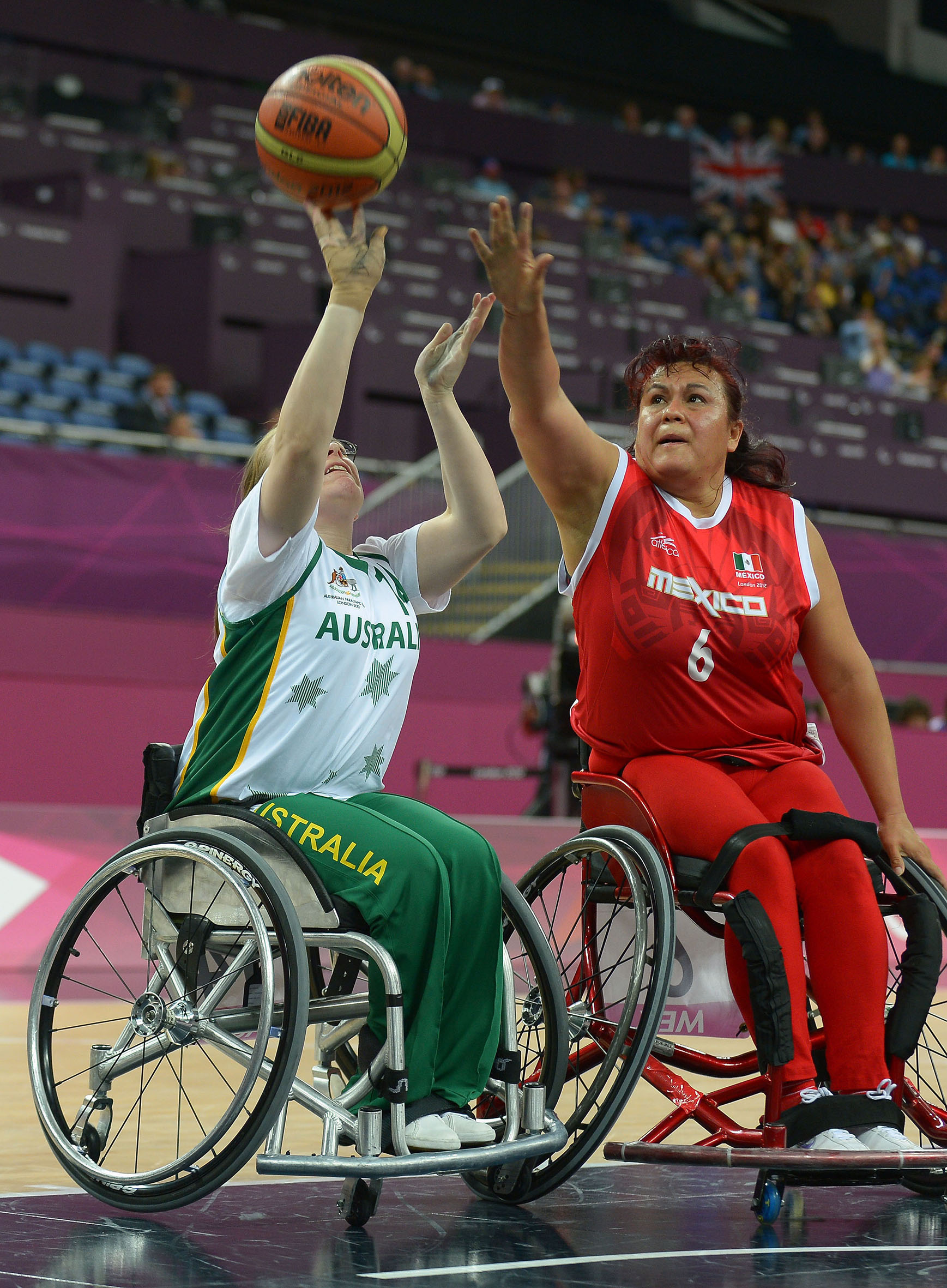
Hill en los Juegos Paralímpicos de Londres 2012.

Hill fue parte del equipo ganador de la medalla de bronce en los Juegos Paralímpicos de Pekín 2008, y de nuevo en los Juegos Paralímpicos de Londres 2012. El equipo nacional femenino de baloncesto en silla de ruedas de Australia en los Juegos Paralímpicos de verano de 2012 obtuvo victorias en la fase de grupos contra Brasil, Gran Bretaña, y los Países Bajos, pero perdió contra Canadá. Esto fue suficiente para que los Gliders avanzaran a los cuartos de final, donde vencieron a México. Luego, los Gliders derrotaron a Estados Unidos por un punto y se enfrentaron finalmente a Alemania. Los Gliders perdieron 44-58 y obtuvieron la medalla de plata. Hill jugó los siete partidos, por un total de 107 minutos, anotando 25 puntos, con seis asistencias y ocho rebotes.

## Estadísticas
| Competencia | Temporada | Partido | FGM–FGA | FG%  | 3FGM–3FGA | 3FG% | FTM–FTA | FT%  | PF  | Pts | TOT | AST | PTS  |
| WNWBL       | 2009      | 15      | 81–215  | 37.7 | 5–25      | 20.0 | 8–29    | 27.6 | 175 | 260 | 3.3 | 4.3 | 11.7 |
| WNWBL       | 2010      | 18      | 104–261 | 39.8 | 2–15      | 13.3 | 8–18    | 44.4 | 218 | 250 | 4.0 | 6.1 | 12.1 |
| WNWBL       | 2011      | 6       | 11–20   | 55.0 | —         | 0.0  | —       | 0.0  | 3   | 22  | 1.3 | 2.2 | 3.7  |
| WNWBL       | 2012      | 14      | 69–193  | 35.8 | 2–17      | 11.8 | 7–20    | 35.0 | 37  | 147 | 2.6 | 3.5 | 10.5 |
| WNWBL       | 2013      | 11      | 51–137  | 37.2 | 0–3       | 0.0  | 0–2     | 0.0  | 14  | 102 | 3.2 | 2.8 | 9.3  |

| FGM, FGA, FG%: tiros de campo realizados, intentados y porcentaje                  |
| 3FGM, 3FGA, 3FG%: tiros de campo de tres puntos marcados , intentados y porcentaje |
| FTM, FTA, FT%: tiros libres realizados, intentados y porcentaje                    |
| PF: faltas personales                                                              |
| Pts, PTS: puntos, promedio por juego                                               |
| TOT: promedio de pérdidas de balón por juego                                       |
| AST: promedio de asistencias por juego                                             |